# Geomysaprinus belioculus
Geomysaprinus belioculus är en skalbaggsart som först beskrevs av Sylvain Auguste de Marseul 1862.  Geomysaprinus belioculus ingår i släktet Geomysaprinus och familjen stumpbaggar. Inga underarter finns listade i Catalogue of Life.